# 中华鹅掌柴
中华鹅掌柴（学名：Schefflera chinensis）为五加科鹅掌柴属的植物，是中国的特有植物。分布于中国大陆的云南等地，生长于海拔1,500米至2,000米的地区，多生长于常绿阔叶林中以及沟旁湿地，目前尚未由人工引种栽培。